# Переможное (Новоайдарский район)
Переможное (укр. Переможне) — село, относится к Новоайдарскому району Луганской области Украины.
Население по переписи 2001 года составляло 334 человека. Почтовый индекс — 93510. Телефонный код — 6445. Занимает площадь 1,91 км². Код КОАТУУ — 4423188504.

## История
В 1946 г. Указом ПВС УССР колония Бауэргейм переименована в село Переможное.

## Местный совет
93510, Луганська обл., Новоайдарський р-н, с. Штормове, вул. Совєтська, 1 (укр.)